# Marché intérieur (Union européenne)
 (décembre 2020).
Pour les articles homonymes, voir EEE.
Le marché intérieur, parfois appelé « marché unique » ou « marché commun » (l'ancien nom du marché intérieur), est le marché unique qui regroupe les anciens marchés nationaux des États membres de l'Union européenne, ainsi que ceux des autres pays membres de l'espace Schengen. En son sein, les biens, les services, les capitaux et les personnes circulent librement (les « quatre libertés »).
Le marché intérieur est créé par l'article 3 du traité sur l'Union européenne. Il a pour origine le marché commun européen mis en place par le traité de Rome (TFUE) en 1957. Il est mis en place le 1er janvier 1959 pour six pays (la Belgique, les Pays-Bas, la France, le Luxembourg, l'Italie et l'Allemagne de l'Ouest). Au fur et à mesurer du temps, d'autres pays viennent s'y ajouter (le Royaume-Uni, l'Irlande et le Danemark en 1973, la Grèce en 1981, puis le Portugal et l'Espagne en 1986), jusqu'à former le marché que l'on connaît aujourd'hui.

## Droit du marché intérieur: les «Quatre libertés»

### Libre circulation des marchandises
Le principe de la libre circulation des marchandises est énoncé à l'article 3 paragraphe 1 du Traité instituant la Communauté européenne, comme un moyen de parvenir à l'établissement du marché commun. Cette libre circulation au sein du marché commun européen est assurée par l'interdiction faite aux États membres, d'imposer des entraves pécuniaires ou des restrictions quantitatives aux échanges intracommunautaires de marchandises.

#### Domaine d'application de la libre circulation
Les marchandises mentionnées dans le Traité instituant la communauté européenne désignent « les produits appréciables en argent et susceptibles, comme tels, de former l'objet de transactions commerciales ». La libre circulation des marchandises concerne exclusivement les échanges intracommunautaires, et ne s'applique pas aux échanges extracommunautaires (régis par les règles de l'OMC) et aux situations purement internes aux États membres.

#### Interdiction des entraves pécuniaires
Les entraves pécuniaires à la libre circulation des marchandises comprennent les droits de douane, les taxes d'effet équivalent aux droits de douane et les impositions intérieures discriminatoires ou protectrices.

##### Droits de douane
Les droits de douane désignent les taxes inscrites dans le tarif douanier d'un État membre. L'union douanière instaurée par le marché commun suppose d'une part, l'établissement d'un tarif douanier commun par le Conseil, et d'autre part, l'abolition des droits de douane pour les échanges entre les États membres à l'union douanière. Dès lors, les droits de douane à l'importation ou à l'exportation des marchandises dans les échanges intracommunautaires sont l'objet d'une interdiction absolue.

##### Taxes d'effet équivalent
Les taxes d'effet équivalent aux droits de douane ont été définies par la CJUE selon une interprétation téléologique de l'article 25 du TCE :

« une charge pécuniaire, fut-elle minime, unilatéralement imposée, quelles que soient son appellation ou sa technique et frappant les marchandises nationales ou étrangères à raison du fait qu'elles franchissent la frontière, lorsqu'elle n'est pas un droit de douane proprement dit, constitue une taxe d'effet équivalent au sens des articles 9, 12, 13 et 16 du Traité, alors même qu'elle ne serait pas perçue au profit de l'État, qu'elle n'exercerait aucun effet discriminatoire ou protecteur et que le produit imposé ne se trouverait pas en concurrence avec une production nationale »

Il résulte de cette définition que les taxes d'effet équivalent sont des prélèvements pécuniaires d'origine publique, exigibles à raison du franchissement d'une frontière intérieure à la Communauté, et spécifiquement applicables aux produits franchissant cette frontière (même infraétatique). Le montant, l'appellation, le bénéficiaire, ou les effets même minimes de cette taxes sont indifférents : les taxes d'effet équivalent font l'objet d'une interdiction d'effet direct dans les systèmes juridiques nationaux, et qui n'admet aucune dérogation sur le fondement de l'article 30 du TCE. Les opérateurs économiques sont admis à obtenir la répétition des taxes d'effet équivalent indument perçues.
Cependant, certaines taxes échappent à la qualification de taxe d'effet équivalent. Les redevances pour service rendu sont des taxes perçues par les autorités publiques, en contrepartie d'un service facultatif réellement rendu aux opérateurs économiques, et qui leur a procuré un avantage individuel. Le montant de la redevance doit être proportionné au service rendu, à peine de constituer une taxe d'effet équivalent. Par ailleurs, les taxes liées à un contrôle imposé par le droit communautaire sont licites, alors même qu'elles pourraient être qualifiées de taxes d'effet équivalent.

##### Impositions intérieures
L'article 90 du TCE instaure un lien entre les entraves tarifaires et les entraves fiscales à la libre circulation des marchandises, pour éviter l'utilisation de la fiscalité intérieure à des fins protectionnistes. Ainsi, l'article 90 est d'effet direct dans les systèmes juridiques nationaux et tend à encadrer les États membres de la Communauté dans l'exercice de leurs compétences fiscales.
La CJUE retient une définition fonctionnelle des impositions intérieures :

« une charge à l'importation ne constitue une imposition intérieure, qui relève de l'article 95 [article 90 du TCE], que si elle fait partie d'un système général appréhendant systématiquement des catégories de produits selon des critères objectifs appliqués indépendamment de l'origine des produits »

Les impositions intérieures se distinguent des taxes d'effet équivalent quant à leur champ d'application. Les impositions intérieures frappent indistinctement les marchandises nationales et étrangères appréhendées par catégories, tandis que les taxes d'effet équivalent sont spécifiquement applicables aux marchandises importées ou exportées à raison du franchissement d'une frontière nationale. Toutefois, la compensation de la charge pécuniaire frappant les produits nationaux permet de qualifier une taxe d'effet équivalent, lorsque cette compensation est intégrale : dans cette hypothèse, les produits nationaux seront exonérés du fait de la compensation, et l'imposition sera spécifiquement applicable aux marchandises importées ou exportées.
L'article 90 du TCE interdit les impositions intérieures discriminatoires ou protectrices. Une imposition intérieure sera qualifiée de discriminatoire lorsqu'elle grèvera davantage les marchandises importées des marchandises nationales similaires. Cette similitude s'apprécie au regard des caractéristiques objectives des produits, au même stade de production ou de commercialisation, et qui présentent des propriétés analogues ou répondent aux mêmes besoins aux yeux des consommateurs. La discrimination est constituée par la supériorité de la charge fiscale grevant les marchandises importées, résultant tant d'une différence de taux, que d'une différence dans le calcul de l'assiette ou dans le mode de perception de l'imposition.
Les impositions intérieures protectrices sont qualifiées d'après la supériorité de la charge fiscale, qui grève les marchandises importées en concurrence avec des marchandises nationales ne présentant aucun lien de similitude. La concurrence entre produits résulte d'un rapport de substitution entre deux produits aux yeux du consommateur. Ainsi, l'article 90 du TCE interdit les différences de taxation qui influent le marché des produits, ou qui sont susceptibles de l'influencer, en détournant le consommateur des produits importés. La CJUE retient une interprétation extensive de l'article 90 qui a permis d'interdire les entraves fiscales à l'exportation.

### Libre circulation des capitaux
Le texte fondateur de la libre circulation des capitaux est la directive 88/361, aujourd'hui abrogée mais codifiée dans les traités institutifs (articles 63 à 66 TFUE).
Toutes les restrictions aux mouvements de capitaux entre les États membres, et entre les États membres et les pays tiers sont interdites. Les capitaux peuvent donc circuler librement à l'intérieur de l'Union européenne, mais aussi librement entre l'Union européenne et le reste du monde.

### Libre circulation des personnes
Cette liberté a trois volets. Elle concerne :
- d’une part les travailleurs salariés (articles 39 à 42 CE) (articles 45 à 48 TFUE)
- d’autre part la liberté d’établissement (articles 43 à 48 CE) (articles 49 à 55 TFUE)
- enfin, les prestations de service (articles 49 à 55 CE) (articles 56 à 62 TFUE)

### Libre circulation des services
La libre prestation des services constitue une des libertés fondamentales de l’ordre juridique communautaire (CJCE, 11 avril 2000, Deliège). Dans le traité FUE, elle est régie par les articles 56 à 62.
L'article 56 TFUE, reconnu d'effet direct (CJCE, 3 décembre 1974, Van Binsbergen), dispose que « les restrictions à la libre prestation des services à l'intérieur de l'Union sont interdites à l'égard des ressortissants des États membres établis dans un État membre autre que celui du destinataire de la prestation ». Il implique ainsi la suppression de toute discrimination directe ou indirecte en raison de la nationalité, du lieu d'établissement du prestataire, mais également de toute mesure, même si indistinctement applicable, qui dissuaderait l'exercice du telle activité.
« Au sens des traités, sont considérées comme services les prestations fournies normalement contre rémunération, dans la mesure où elles ne sont pas régies par les dispositions relatives à la libre circulation des marchandises, des capitaux et des personnes » (article 57 TFUE).
Sont ainsi concernées les activités telles que l’industrie, le commerce ou l’artisanat ainsi que toutes les activités libérales. Les offres de services participent aussi de la libre prestation de services (CJCE, 10 mai 1995, Alpine Investments).
Il doit s'agir d'une activité fournie contre rémunération qui est la contrepartie économique de la prestation en cause (CJCE, 27 septembre 1988, Humbel) un but lucratif de la part du prestataire n'est toutefois pas requis (CJCE, 18 décembre 2007, Hans Dieter Jundt). Il faut simplement que l'activité ne soit pas fournie à titre gratuit.
La libre prestation des services a vocation à s'appliquer lorsqu'un prestataire se rend d'un État membre, dans lequel il est établi, à un autre, pour y fournir une prestation contre rémunération, à titre indépendant ; lorsque, inversement, c'est le bénéficiaire du service, ressortissant d'un État membre, qui se déplace ; quand c'est le service en lui-même qui se « déplace » ; ou lorsque prestataire et bénéficiaire, établis dans un même État membre se rendent dans un autre.
Des dérogations sont admises, qu'elles soient textuelles s'agissant des mesures discriminatoires (pour les activités qui participent à l’exercice de l’autorité publique ; et les raisons d’ordre public, de sécurité publique et de santé publique) ou jurisprudentielles s'agissant des mesures indistinctement applicables (raisons impérieuses d'intérêt général et abus de droit).
Les dispositions issues du droit dérivé sont multiples. Il faut signaler la directive 2006/123/CE qui ne couvre cependant pas toute la matière.

## Critiques

### Réciprocité des marchés publics
La Commission européenne a lancé, le 7 juin 2011, une grande consultation publique à destination des pouvoirs publics, du secteur privé et de la société civile, sur une nouvelle politique relative à l'accès aux marchés publics, telle qu'elle est annoncée dans l'Acte pour le marché unique d'avril 2011. L’objectif de cette nouvelle politique est double : améliorer les conditions de négociation de l'accès aux marchés publics d'autres partenaires commerciaux, de manière à étendre les débouchés des entreprises de l'Union européenne (UE) et définir clairement les modalités d'accès des fournisseurs établis à l'extérieur de l'UE aux marchés publics de l'Union.
Le 6 avril 2011, le Parlement européen a adopté trois rapports consacrés à la gouvernance et aux partenariats, aux entreprises et à la croissance et aux citoyens européens. Bernadette Vergnaud, eurodéputée socialiste s’est félicitée de l’adoption de ces « trois textes équilibrés » qui vont renforcer le marché unique afin que ce dernier « œuvre efficacement pour les citoyens, pour la croissance et pour les entreprises ».
La question de la réciprocité des marchés publics se pose de plus en plus car contrairement à l'UE, qui favorise une plus grande ouverture, de nombreux pays tiers hésitent à ouvrir davantage leurs marchés publics à la concurrence internationale : certains ont maintenu ou introduit des mesures protectionnistes qui frappent, entre autres, les entreprises de l'UE, limitant ainsi clairement les débouchés offerts à ces dernières sur ces marchés. Sont concernés les grands pays émergents (Chine, Inde) mais aussi des pays industrialisés, pourtant signataires d’accords commerciaux internationaux (Japon, États-Unis). Le 12 mai 2011, le Parlement européen a adopté une résolution demandant à la Commission européenne de prendre les mesures nécessaires pour empêcher la concurrence déloyale et la non-réciprocité d’accès aux marchés publics vis-à-vis des pays tiers.
Ce haussement de ton du Parlement européen ne signifie pas le retour d’un certain protectionnisme mais vise à dénoncer les entreprises des pays concernés qui pratiquent ainsi un dumping social et économique remportant « des marchés à des tarifs défiant toute concurrence dans des pays de l’Union, au mépris des droits sociaux et des législations sur les aides d’État, alors que les marchés de ces pays sont inaccessibles aux entreprises européennes ! ».

### Critique de la libre circulation des capitaux
C'est de la libération des mouvements de capitaux que date le déséquilibre écrasant, en Europe, entre le travail et le capital. Tandis que le capital peut circuler à la vitesse de la lumière, le travail reste prisonnier du local. Les marchés financiers prennent une importance chaque jour plus déterminante. Les capitaux, attirés par les taux de rentabilité les plus élevés, dictent leur loi. C'est dans ce choix initial que s'enracine le vaste déménagement des industries traditionnelles des pays à hauts salaires vers les pays à bas coût. D'autres raisons y contribuent : la poursuite du désarmement tarifaire et contingentaire, l'entrée de la Chine dans l'OMC, sans qu'aient été négociées en parallèle ni clause environnementale ni clause sociale, et l'imposition à l'économie européenne d'un carcan déflationniste à travers la négociation des règles de la monnaie unique.